# بلاذراوية
البلاذراوية (الاسم العلمي: Anacardieae) هي قبيلة من النباتات تتبع فصيلة البلاذرية من رتبة الصابونيات.

## أجناس
تضم الأجناس التالية:
- بلاذر (الاسم العلمي: Anacardium) وهو الجنس النموذجي لهذه القبيلة النباتية
- بوشانانيا (الاسم العلمي: Buchanania)
- أندروتيوم (الاسم العلمي: Androtium)
- منجيفيرا (الاسم العلمي: Mangifera)
- فجيمانرا (الاسم العلمي: Fegimanra)
- غلوتا (الاسم العلمي: Gluta)
- سوينتونيا (الاسم العلمي: Swintonia)
- بوييا (الاسم العلمي: Bouea)